# 대동교 (평양)
대동교(大同橋)는 조선민주주의인민공화국 평양직할시에 위치한 다리이다. 대동강 위에 세워진 평양직할시의 6개의 다리 가운데 하나이며 1923년 11월 30일에 준공되었다. 1945년 해방 때까지는 대동강의 유일한 인도교였다.
다리 남쪽에 있는 양각교와 다리 북쪽에 있는 옥류교 사이에 위치한다. 대동강 우안에 있는 중구역과 좌안에 있는 선교구역, 동대원구역을 연결한다. 2015년에 옹벽공사가 완료되었다.

## 역사
대동강을 건너는 다리는 고구려 시대에도 있었다는 것이 근래의 발굴 조사로 알려졌다. 최초의 현대식 교량은 경의선을 부설하면서 놓은 대동강철교(大同江鐵橋)로 1905년 3월 24일 준공되었으며, 기차의 통행을 위한 것이었다.
일제강점기 시대에 촬영된 사진을 보면 모란봉(牡丹峰) 쪽에서 능라도(綾羅島, 릉라도)와 연결하는 다리가 나오는데, 능라도 수원지에서 정제된 물을 평양시내에 공급하기 위해 대형 수도관을 부설한 다리로 벽라교(碧羅橋)이며, 1910년경 건설되고, 해방 때까지도 있었던 것 같지만, 지금은 없다.
사람과 차량의 통행을 위해 1923년 최초로 건설된 다리가 대동교(大同橋)이다. 1920년 무렵 평양의 시세가 팽창하자 인도철교 건설에 대한 요구가 높아졌다. 1918년 다리 건설 지점 선정 및 공법, 예산충당 방안 등에 대한 검토가 시작되었고 1923년 11월에 준공되었다. 11월 30일의 다리 개통식에는 사이토 마코토(齋藤 實) 당시 조선 총독이 참석하여 여러 사람들과 함께 처음 다리를 건너는 도교식(渡橋式)을 가졌다. 평안남도 상품진열소(현재의 당창건사적관)도 같은 날 총독 참석하에 낙성식을 가졌다.
이 다리도 철교(鐵橋)라 불리기도 했기 때문에 대동강철교와 혼동하여 1905년에 건설되었다고도 하는데 잘못된 것이다. 이때 철교(鐵橋)는 재료상 철재로 된 다리(Steel Bridge)의 의미이며, 기능상 기차가 다니는 철도교(Railroad Bridge)의 의미가 아니다. 개통 당시 이 다리를 지나는 전차 노선도 만들어졌기 때문에 철교로 불렸을 가능성도 있지만, 명칭이 경의선의 일부인 1905년 건설된 대동강철교와 종종 혼동을 일으키기도 한다. 평양에 전차 노선이 처음 개통된 것은 1923년 5월 20일이었다.
대동교는 해방될 때까지 대동강을 건너는 유일한 인도교였다. 1943년에 대동강 제2인도교 건설에 대한 조선총독부의 인가가 났으나, 전쟁과 일본의 패전에 이은 8.15 해방으로 건설되지 못했다. 다리는 한국 전쟁 시기에 폭격으로 파괴되었다가 전후에 복구되었다.

## 갤러리
- Passing through the taedong bridge. (대동교를 자동차로 통과하며 찍은 동영상) : Imgrum
- Taedong Bridge (Pyongyang) wikimapia 의 대동교 사진 보기
- Taedong Bridge Structurae (International Database and Gallery of Structures)

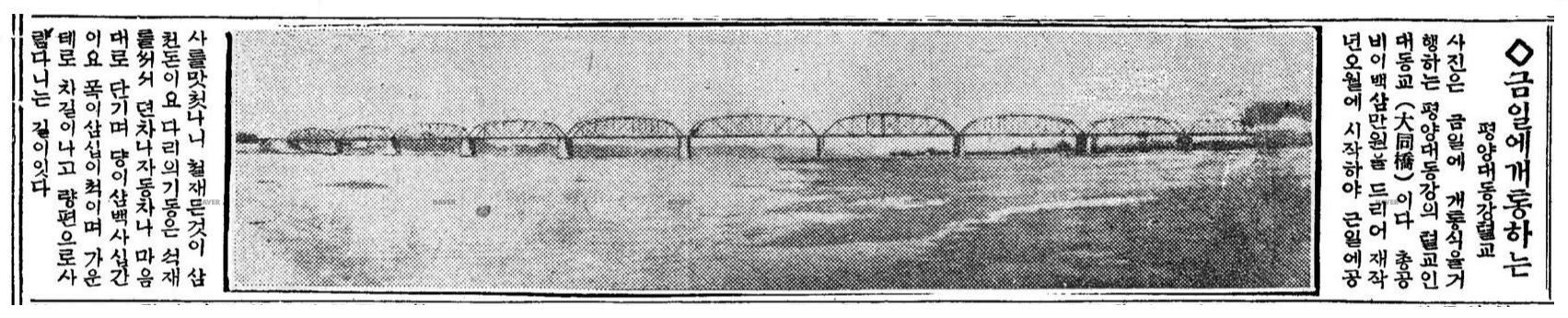
1923년 11월말 완공된 대동교(大同橋)의 모습. 텰교(鐵橋)라고 칭하고 있으나 철재로 된 다리라는 의미이고, 철로의 다리가 아닌 인도교이다.
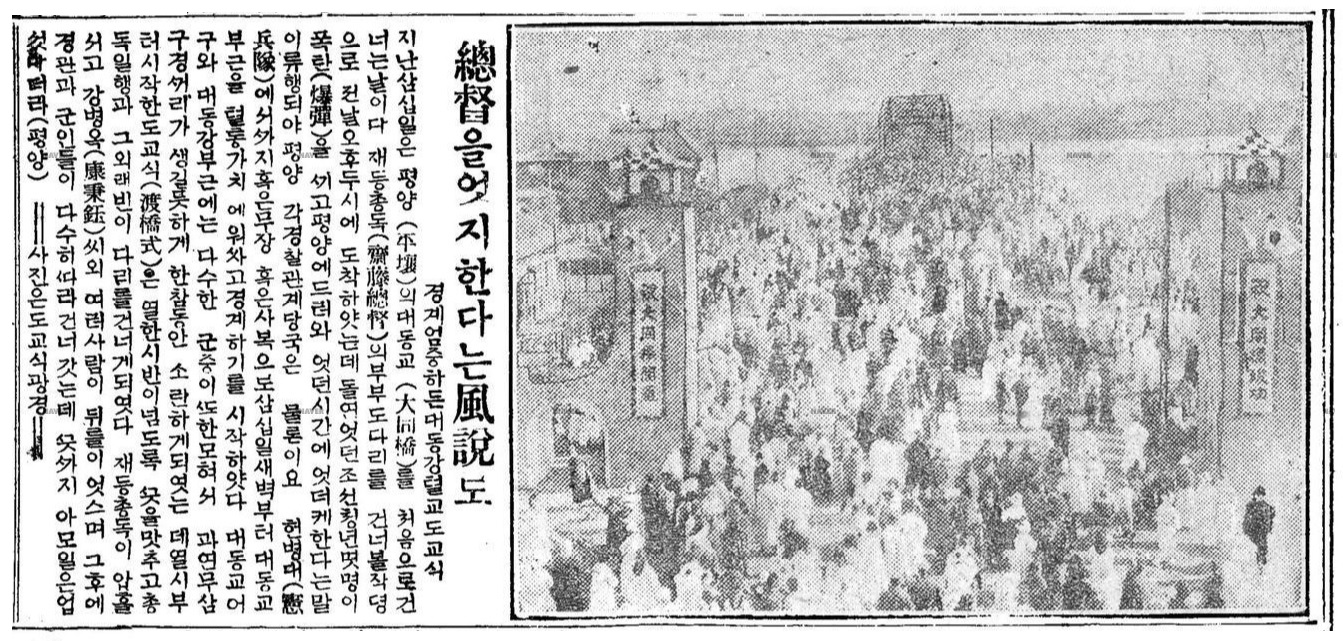
1923년 11월 30일 완공된 대동교를 처음 건너는 도교식(渡橋式)에 참석한 인파.
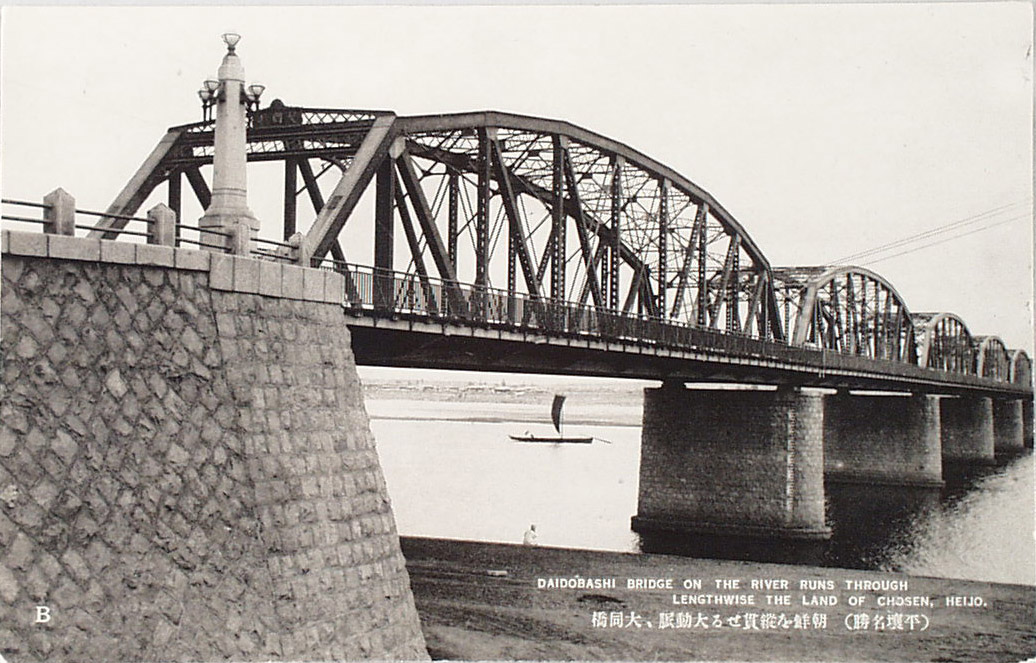
사진의 정확한 연대는 불명이나 해방 이전이며, 개통 초기의 것으로 보임.
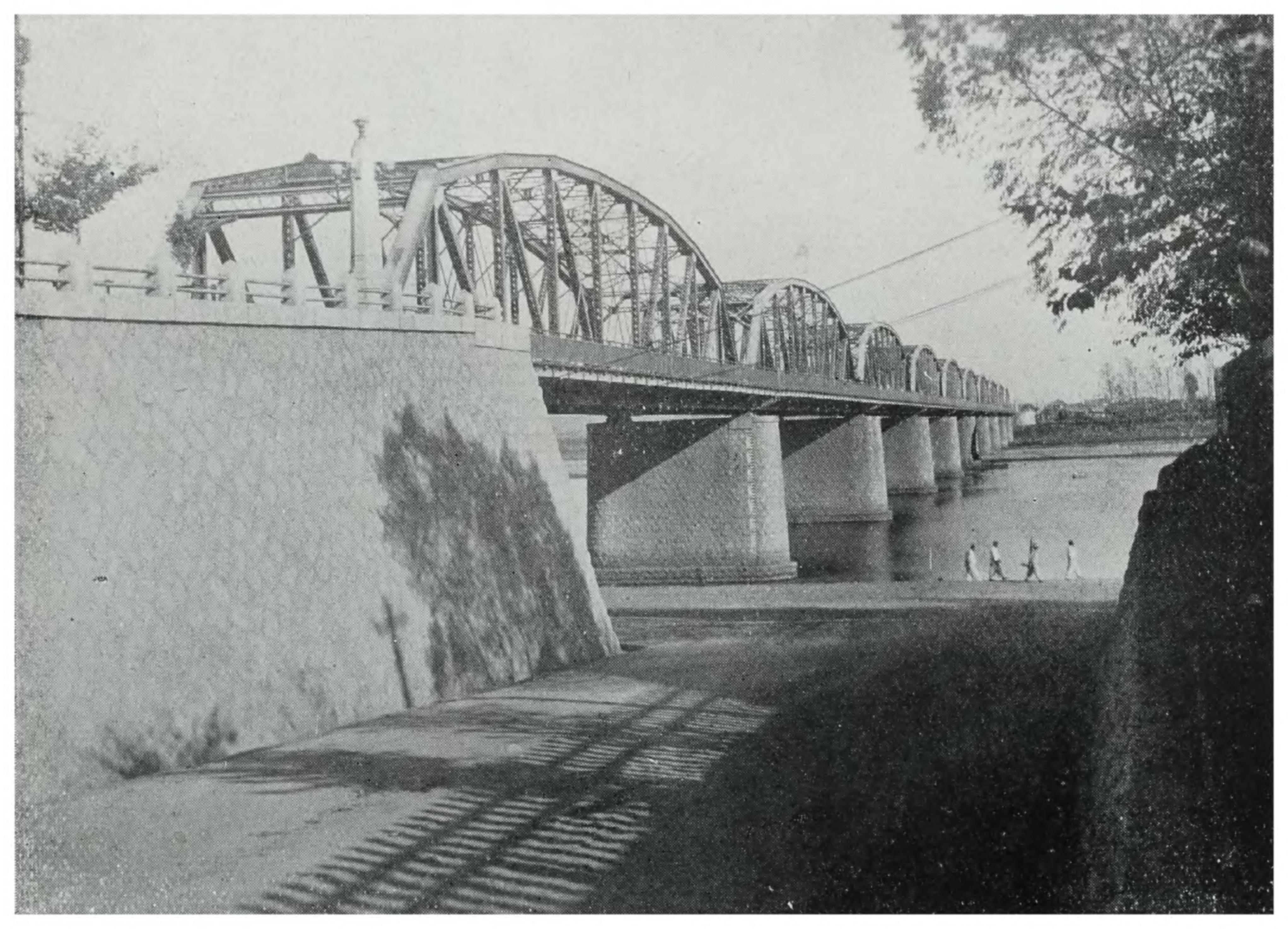
1945년 이전 대동강 인도교
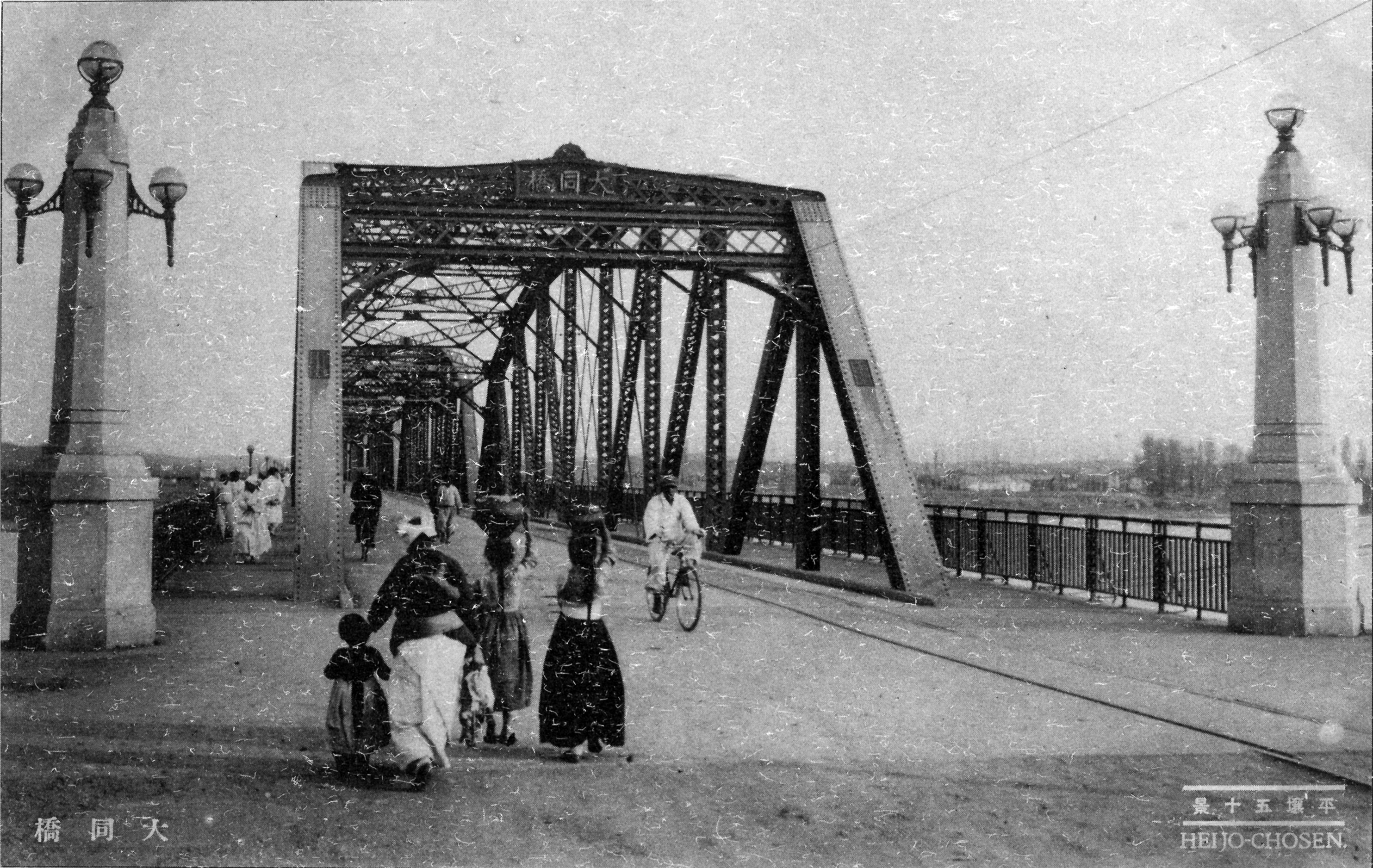
해방전 대동교의 모습. 전차 선로가 보인다.
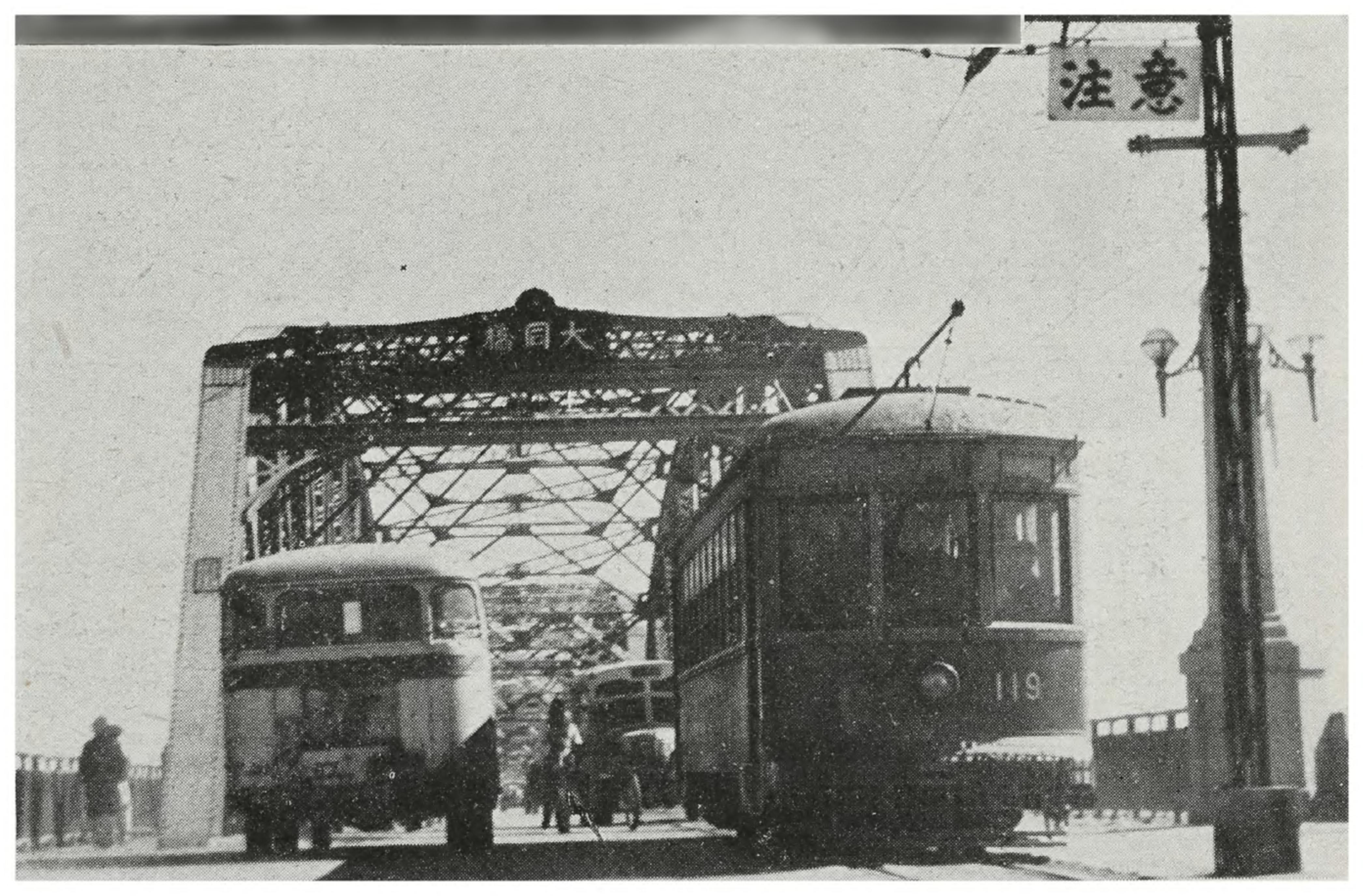
대동교를 통행하는 버스와 전차. 다리에 대동교(大同橋)라는 명패가 붙어 있다. 해방 전 사진 : 조선총독부(朝鮮総督府) 사진기록물
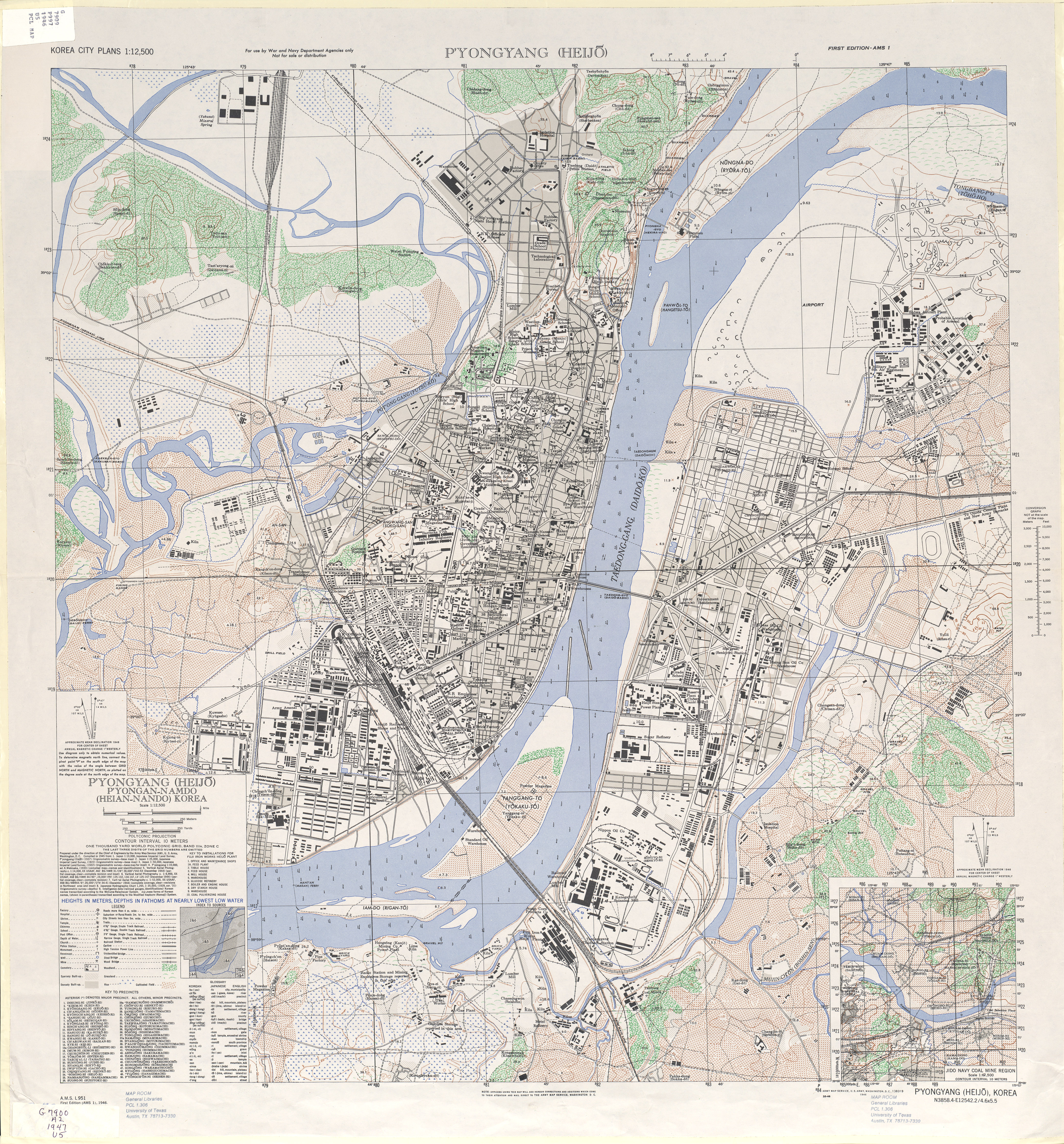
미군이 1946년 작성한 평양지도. 대동교가 보인다. 대동교를 따라 그려진 철길 모양 표시는 전차가 다니는 노선임을 뜻한다.
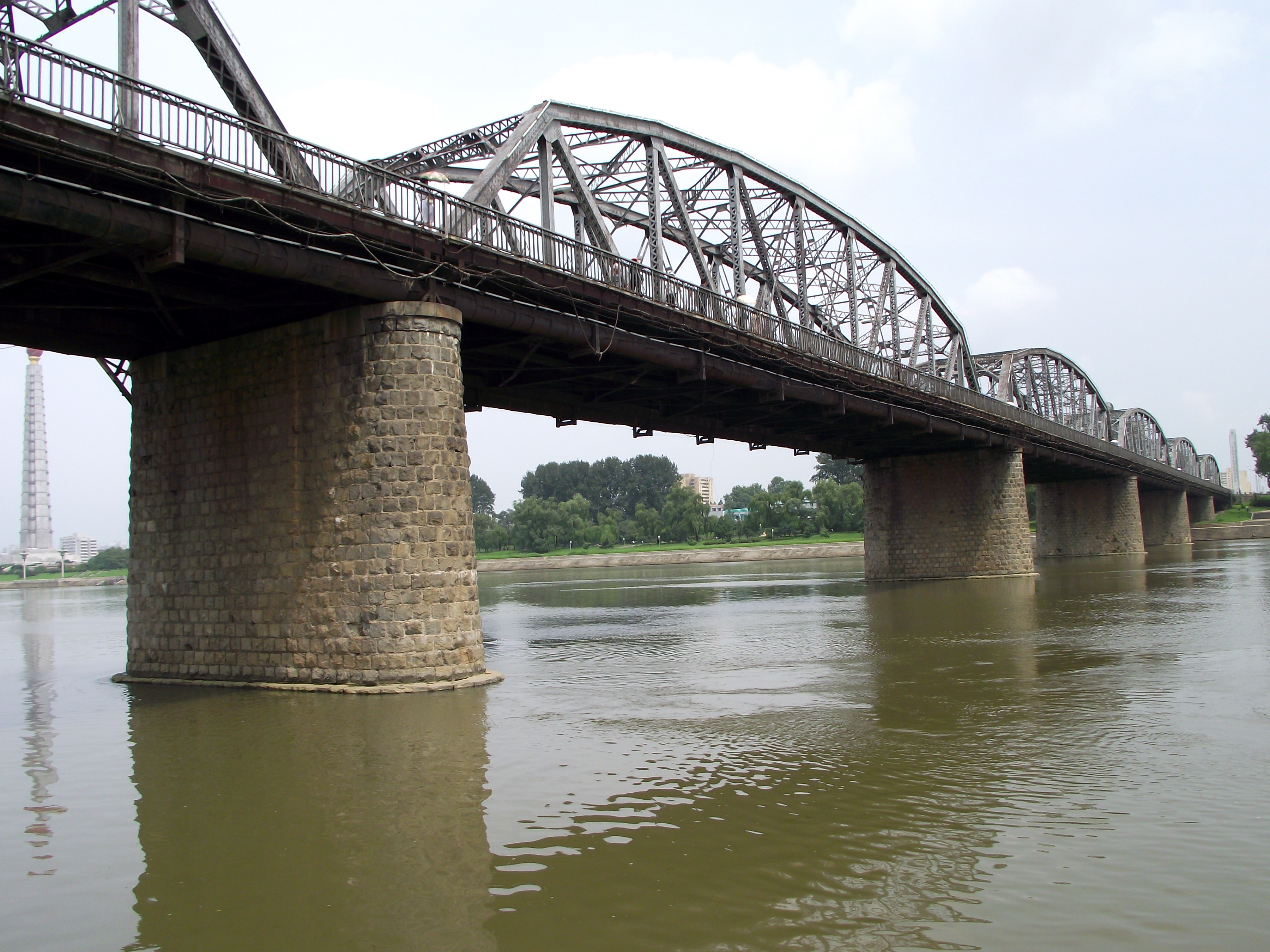
2011년 8월 11일의 사진이며, 1920년대 개통 초기의 모습과 거의 같다.
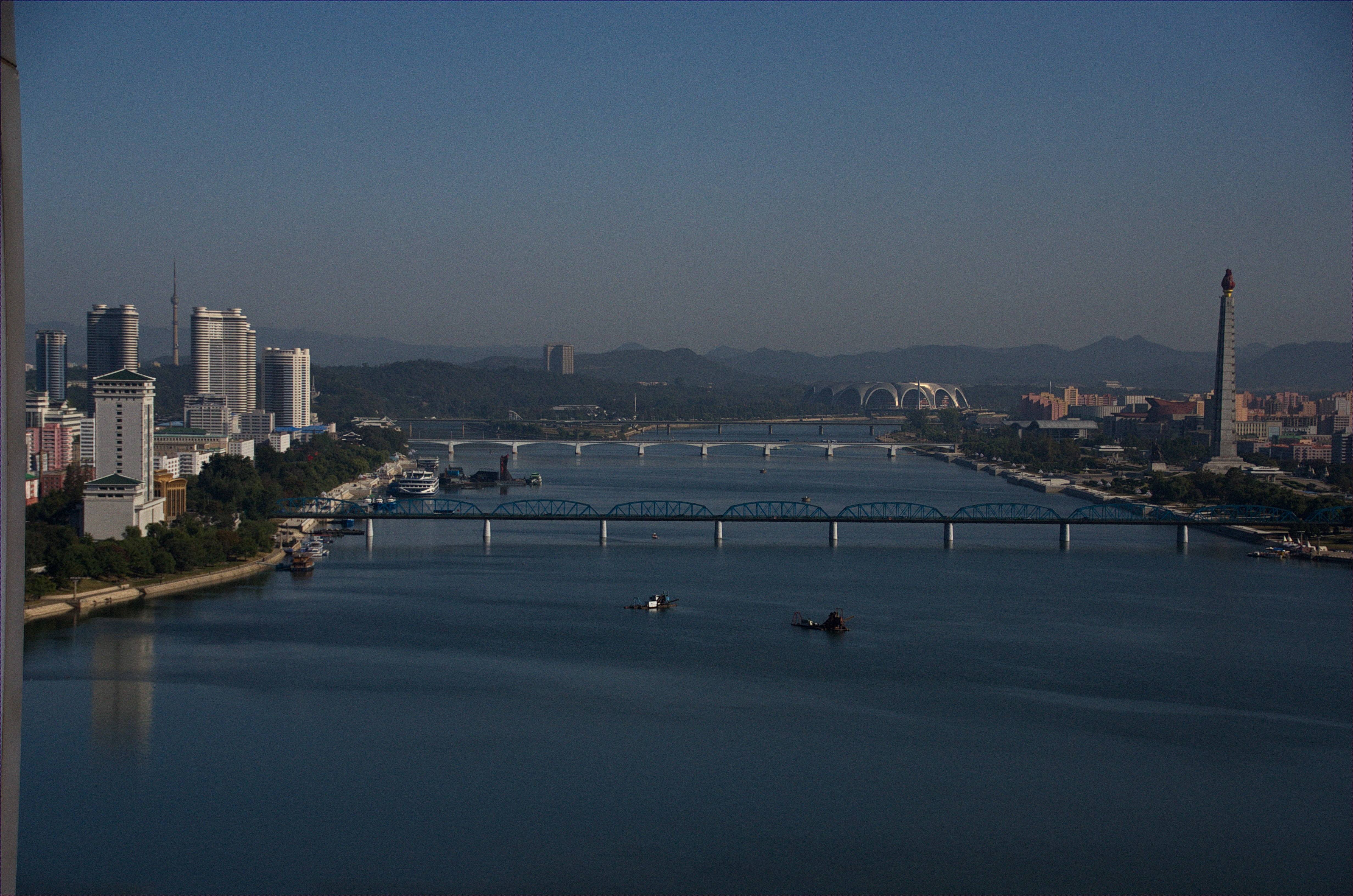
2015년 10월 9일에 찍은 대동교 사진.
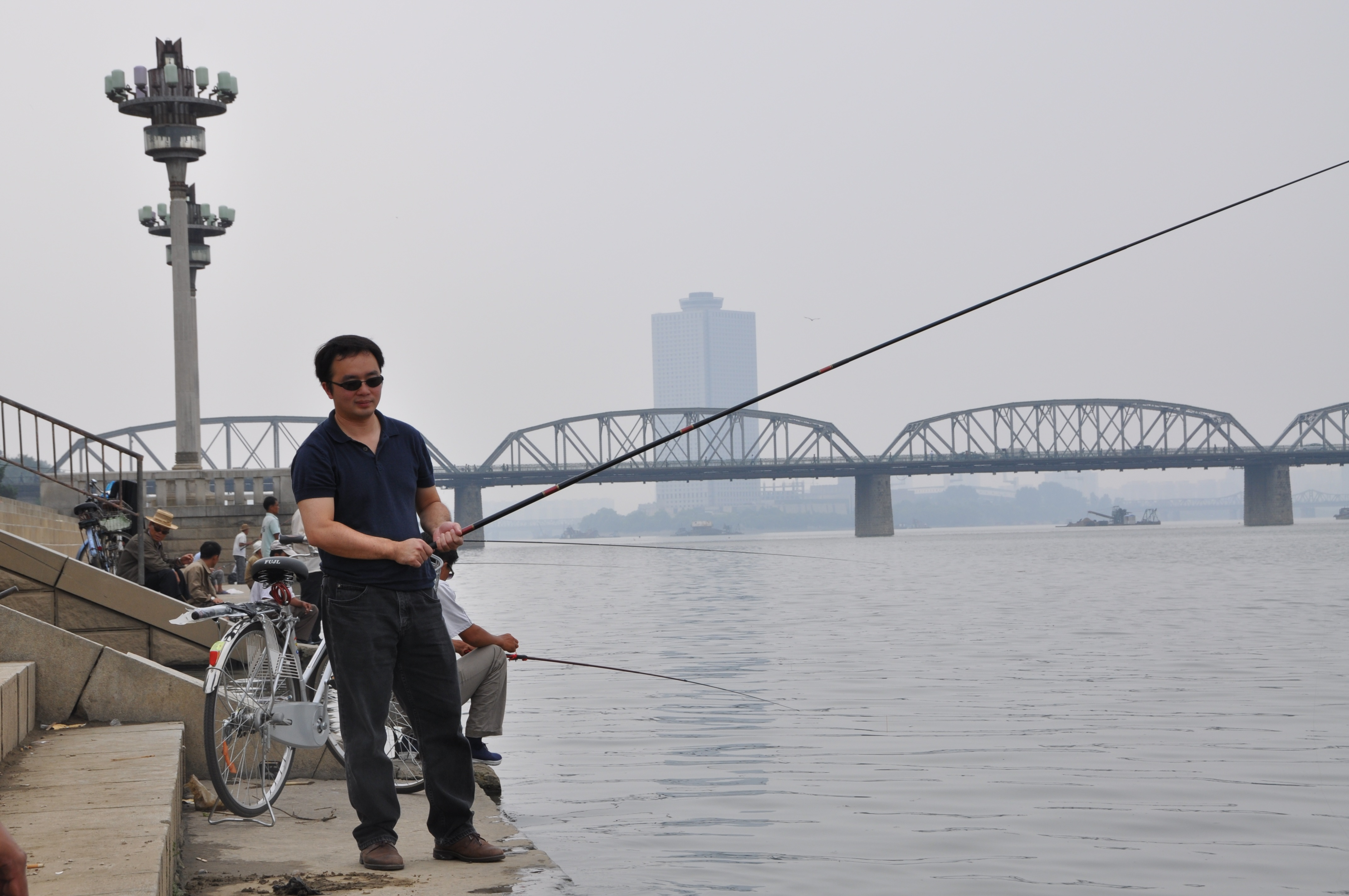
대동강에서 낙시를 하는 평양시민